# Notholaena micropteris
Notholaena micropteris är en kantbräkenväxtart som först beskrevs av Olof Peter Swartz, och fick sitt nu gällande namn av Keys. Notholaena micropteris ingår i släktet Notholaena och familjen Pteridaceae. Inga underarter finns listade.